# 山口瑞鳳
山口 瑞鳳（やまぐち ずいほう、1926年2月21日 - 2023年4月15日）は、日本の仏教学者、チベット学者。東京大学名誉教授、成田山仏教研究所客員研究所員。文学博士（東京大学、1979年）。石川県鳳至郡門前町（現・輪島市）生まれ。旧名・川尻博。

## 経歴
- 1953年、東京大学文学部印度文学科卒業[1]
- 1964年、フランスの高等研究実習院第4、第5学部退学[1]
- フランス国立科学研究センター（1958年から1962年）[1]
- ロックフェラー財団給費研究員（1962年から1964年）[1]
- 東洋文庫専任研究員（1964年から1970年）[1]
- 東京大学文学部助教授、教授
- 1986年　東京大学定年退官、名誉教授、名古屋大学文学部教授。88年退職。

### 受賞歴
- 1972年、『チベットの文化』で日本翻訳文化賞
- 1984年、『吐蕃王国成立史研究』で日本学士院賞
- 1985年、東方学術賞
- 1988年、『チベット』で毎日出版文化賞
- 1996年、勲三等瑞宝章[4]

## 著書

### 単著
- 『ナラ王ものがたり』青葉書房 (学級図書館) 1957
- 『スタイン蒐集チベット語文献解題目録』2冊組、東洋文庫, 1977-1978
- 『吐蕃王国成立史研究』岩波書店 1983
- 『チベットの仏教と社会』春秋社 1986
- 『チベット』（上）、東京大学出版会〈東洋叢書 3〉, 1987。ISBN 4-13-013033-1。
- 『チベット』（下）、東京大学出版会〈東洋叢書 4〉, 1988、改訂版2004。ISBN 4-13-013049-8。
- 『チベット語文語文法』春秋社 1998
- 『「概説」チベット語文語文典』春秋社 2002
- 『「評説」インド仏教哲学史』岩波書店 2010

### 翻訳・編著
- R.A.スタン『チベットの文化』定方晟共訳 岩波書店 1971、増補版1993
- 『講座敦煌6　敦煌胡語文献』大東出版社 1985
- 『多田等観　チベット大蔵経にかけた生涯』多田明子共編 春秋社 2005

### 論文
- CiNii>山口瑞鳳
- INBUDS>山口瑞鳳